# 알사마와 SC
알사마와 FC(아랍어: نادي السماوة는 사마와를 연고로 하는 이라크의 축구단이다. 현재 이라크 프리미어리그에 참가하고 있다.

## 우승
- 이라크 1부 리그: 2014-15